# Żabie udka

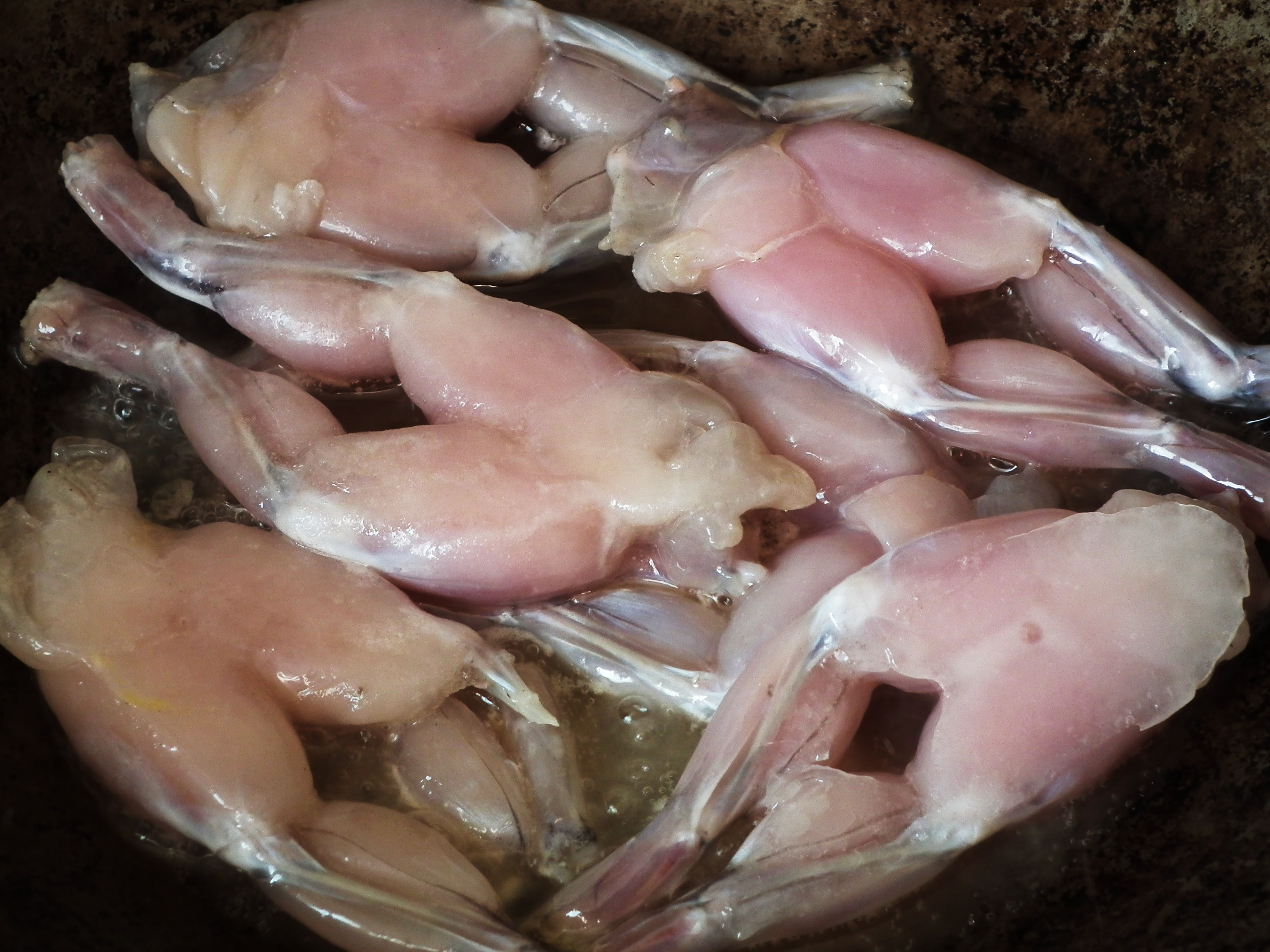
Żabie udka

Żabie udka – według regulacji Parlamentu Europejskiego, jest to tylna część tuszki podzielonej za pomocą poprzecznego cięcia wykonanego za przednimi kończynami, wypatroszona i oskórowana, z gatunku Rana (rodzina żabowatych).